# Couture-d’Argenson
Couture-d’Argenson – miejscowość i gmina we Francji, w regionie Nowa Akwitania, w departamencie Deux-Sèvres.
Według danych na rok 1990 gminę zamieszkiwało 401 osób, a gęstość zaludnienia wynosiła 17 osób/km² (wśród 1467 gmin regionu Poitou-Charentes Couture-d’Argenson plasuje się na 626. miejscu pod względem liczby ludności, natomiast pod względem powierzchni na miejscu 293.).